# Giro d'Italia 2005
Den 88. udgave af cykelløbet Giro d'Italia, som blev arrangeret over 20 etaper i tidsrummet 7. – 29. maj 2005.
Løbet blev vundet af italieneren Paolo Savoldelli foran landsmanden Gilberto Simoni og José Rujano fra Venezuela.

## Etaperne
| Etape  | Dato    | Strækning                         | km         | Vinder              |
| Prolog | 7. maj  | Reggio Calabria                   | 1,15 (ITT) | Brett Lancaster     |
| 1      | 8. maj  | Reggio Calabria – Tropea          | 208        | Paolo Bettini       |
| 2      | 9. maj  | Catanzaro – Santa Maria del Cedro | 182        | Robbie McEwen       |
| 3      | 10. maj | Diamante – Giffoni                | 205        | Danilo Di Luca      |
| 4      | 11. maj | Giffoni – Frosinone               | 211        | Luca Mazzanti       |
| 5      | 12. maj | Celano – L'Aquila                 | 223        | Danilo Di Luca      |
| 6      | 13. maj | Viterbo – Marina di Grosseto      | 153        | Robbie McEwen       |
| 7      | 14. maj | Grosseto – Pistoia                | 211        | Koldo Gil           |
| 8      | 15. maj | Lamporecchio- Firenze             | 45 (ITT)   | David Zabriskie     |
| 9      | 16. maj | Firenze – Ravenna                 | 139        | Alessandro Petacchi |
| 10     | 18. maj | Ravenna – Rossano Veneto          | 212        | Robbie McEwen       |
| 11     | 19. maj | Marostica – Zoldo Alto            | 150        | Paolo Savoldelli    |
| 12     | 20. maj | Alleghe – Rovereto                | 178        | Alessandro Petacchi |
| 13     | 21. maj | Mezzocorona – Ortisei             | 218        | Ivan Parra          |
| 14     | 22. maj | Egna – Livigno                    | 210        | Ivan Parra          |
| 15     | 23. maj | Livigno – Lissone                 | 205        | Alessandro Petacchi |
| 16     | 25. maj | Lissone – Varazze                 | 210        | Christophe le Mevel |
| 17     | 26. maj | Varazze – Limone Piemonte         | 194        | Ivan Basso          |
| 18     | 27. maj | Chieri – Torino                   | 34 (ITT)   | Ivan Basso          |
| 19     | 28. maj | Savigliano – Sestrières           | 190        | José Rujano         |
| 20     | 29. maj | Albese con Cassano – Milano       | 119        | Alessandro Petacchi |

## Resultater

### Sammenlagt
| Plads | Cykelrytter       | Land      | Hold                  | Tid      |
| ----- | ----------------- | --------- | --------------------- | -------- |
| 1     | Paolo Savoldelli  | Italien   | Discovery Channel     | 91:25.51 |
| 2     | Gilberto Simoni   | Italien   | Lampre-Caffita        | + 0.28   |
| 3     | Jose Rujano       | Venezuela | Selle Italia Colombia | + 0.45   |
| 4     | Danilo Di Luca    | Italien   | Liquigas-Bianchi      | + 02.42  |
| 5     | Manuel Garate     | Spanien   | Saunier Duval-Prodir  | + 03.11  |
| 6     | Serhiy Honchar    | Ukraine   | Domina Vacanze        | + 04.22  |
| 7     | Vladimir Karpets  | Rusland   | Illes Baleares        | + 11.15  |
| 8     | Pietro Caucchioli | Italien   | Crédit Agricole       | + 11.38  |
| 9     | Marzio Bruseghin  | Italien   | Fassa Bortolo         | + 11.40  |
| 10    | Emanuele Sella    | Italien   | Ceramica Panaria      | + 12.33  |

### Bjergtrøjen
| Plads | Cykelrytter     | Land      | Hold                  | Point |
| ----- | --------------- | --------- | --------------------- | ----- |
| 1     | Jose Rujano     | Venezuela | Selle Italia Colombia | 143   |
| 2     | Iván Parra      | Colombia  | Selle Italia Colombia | 57    |
| 3     | Gilberto Simoni | Italien   | Lampre-Caffita        | 45    |

### Pointtrøjen
| Plads | Cykelrytter         | Land    | Hold                  | Point |
| ----- | ------------------- | ------- | --------------------- | ----- |
| 1     | Paolo Bettini       | Italien | Quick Step-Innergetic | 162   |
| 2     | Alessandro Petacchi | Italien | Fassa Bortolo         | 154   |
| 3     | Danilo Di Luca      | Italien | Liquigas-Bianchi      | 136   |